# Abdelaziz Touilbini
Abdelaziz Touilbini (en arabe : عبد العزيز طويلبيني) est un boxeur algérien né le 16 octobre 1978 en Algérie. Sa carrière est notamment marquée par deux titres de champion d'Afrique de boxe amateur et une participation aux Jeux olympiques d'été de 2008 dans la catégorie des poids lourds.

## Carrière
En 2007, Touilbini a remporté la médaille de bronze aux Jeux africains après avoir perdu contre le futur vainqueur tunisien Mourad Sahraoui en demi-finale. Il a ensuite battu le Camerounais David Assiené et le Marocain Mohamed Arjaoui lors des qualifications olympiques 2008 mais perd dès son premier combat à Pékin contre l'Américain Deontay Wilder 4 points à 10.

### Palmarès
- Médaillé d'or dans la catégorie des poids lourds aux championnats d'Afrique de boxe amateur 2007 à Antananarivo.
- Médaillé d'or dans la catégorie des poids moyens aux championnats d'Afrique de boxe amateur 1998 à Alger.
- Médaillé de bronze dans la catégorie des poids lourds aux Jeux africains de 2007 à Alger.
- Médaillé de bronze dans la catégorie des poids mi-lourds aux championnats d'Afrique de boxe amateur 2001 à Port-Louis.